# Johann Georg Starcke
Johann Georg Starcke (Magdeburgo, 1630 circa – Dresda, 5 dicembre 1695) è stato un architetto tedesco al servizio dell'Elettorato di Sassonia.

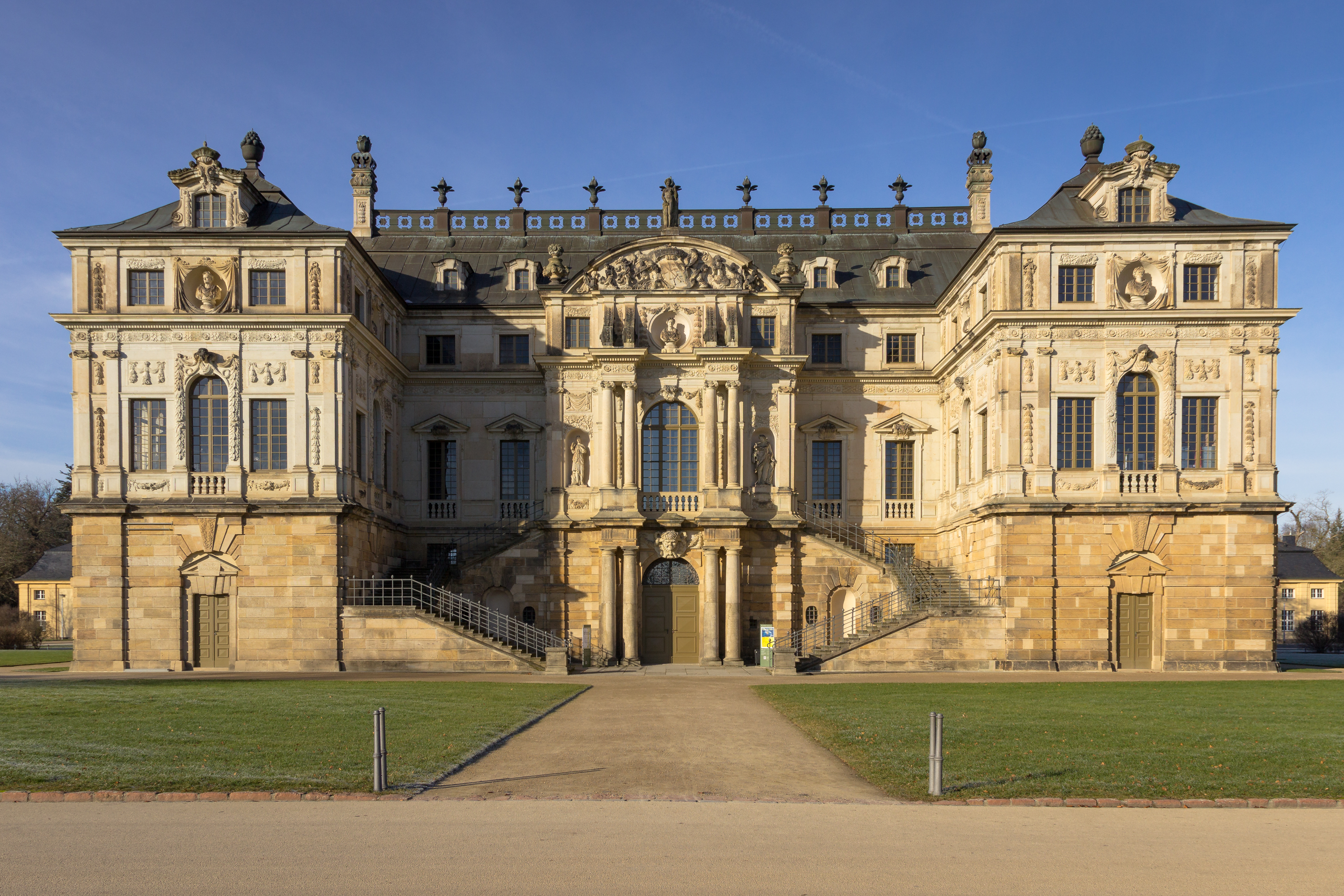
Palazzo nel Grande Giardino di Dresda (1678-1683)

Combinò influenze architettoniche italiane e francesi ed è considerato una personalità artistica di primo piano nella formazione dell'architettura civile del barocco di Dresda.

## Biografia

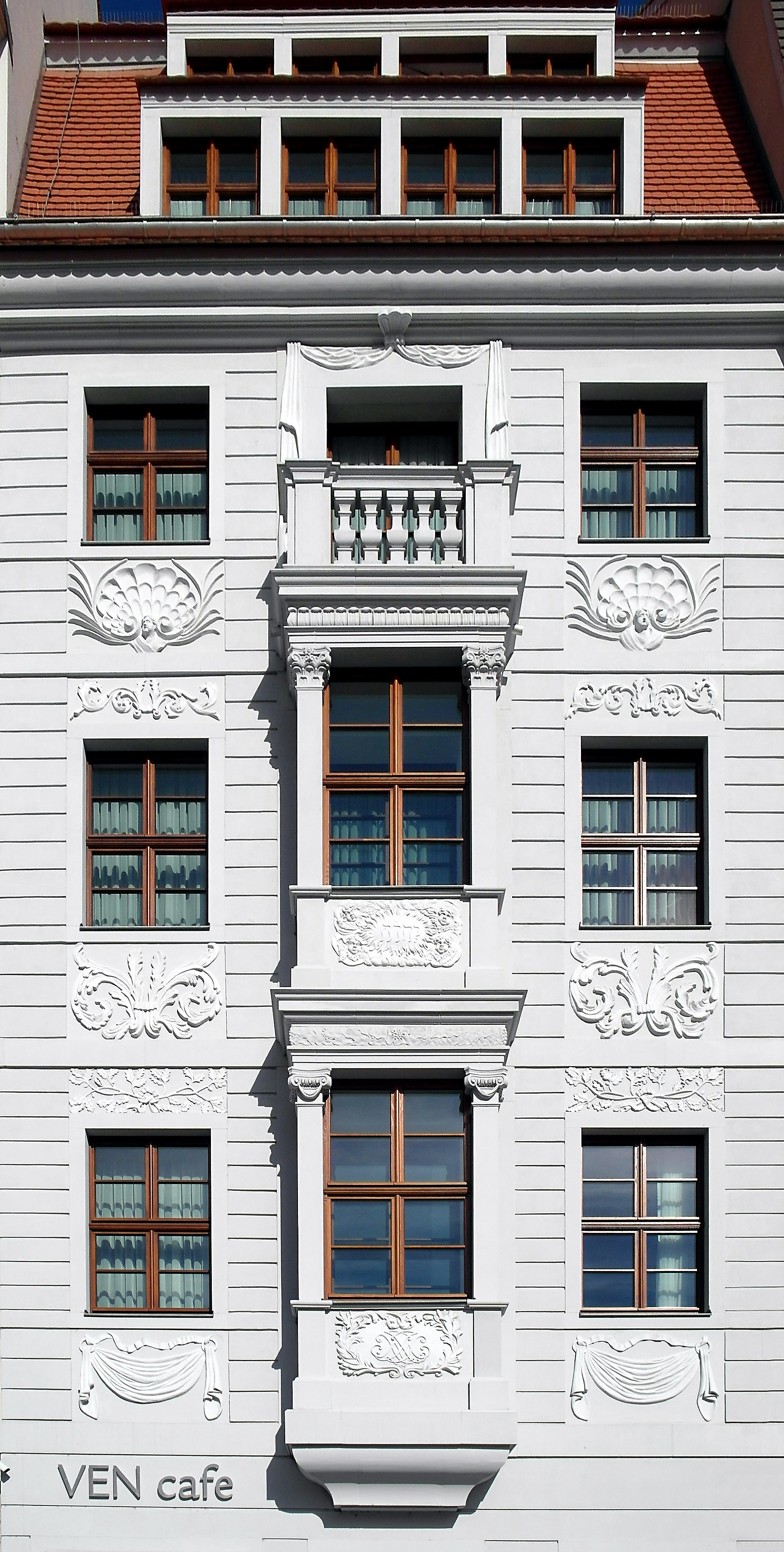
Casa di Rampische Strasse 9 a Dresda (ricostruzione della facciata)

Era figlio di un capitano di Magdeburgo, nacque intorno al 1630 e probabilmente ricevette un impegnativo addestramento militare.
Il 12 marzo 1663 ottenne un impiego come ingegnere presso il dipartimento di costruzione elettorale della Sassonia presso la corte di Giovanni Giorgio II a Dresda. Subito dopo essere stato assunto, venne inviato in Italia per un viaggio di istruzione, probabilmente di due anni. Dopo la divisione delle responsabilità all'interno dell'Oberbauamt, in aree militari e civili nel 1671/1672, Starcke fu nominato, accanto a Michael Plancke, come uno dei due capomastri dell'Oberland e plasmò la costruzione civile della sede reale di Dresda fino alla sua morte. La nuova posizione era probabilmente collegata a un viaggio di istruzione, questa volta in Belgio, nel 1672/1673.
Nel 1683 sua moglie acquistò una casa in Landhausstraße 13, che fu ricostruita negli anni successivi (poi distrutta nel 1945). La famiglia avrebbe dovuto viverci dopo i lavori. Dopo la morte dell'ispettore capo dell'industria edile elettorale sassone, Wolf Caspar von Klengel, Starcke fu il suo successore. Anche  Giovanni Giorgio IV e Augusto I lo confermarono nell'incarico fino alla sua morte. Quando morì, nel 1695, era un uomo ricco che possedeva una grande biblioteca e una collezione d'arte.

## Opere
Nel 1669 diresse i lavori di costruzione del Giardino all'italiana a Dresda - come tesoriere segreto e ingegnere capo - e, insieme a Klengel, fu coinvolto nella progettazione della casa di piacere simile ad una villa.
Dal 1676 al 1684 costruì il Palazzo nel Grande Giardino che ora è considerato la sua opera principale. L'edificio è stato costruito in collaborazione con Johann Friedrich Karcher, incaricato della progettazione del giardino, e Wolf Caspar von Klengel, responsabile della costruzione.
L'Antica Borsa di Lipsia, costruita tra il 1678 e il 1683, è attribuita a Starcke per ragioni stilistiche. Il suo ruolo non è però assicurato.
Intorno al 1685 ricostruì la sua casa (Landhausstrasse 13), riccamente decorata con stucchi sul lato della strada e sulla facciata del giardino.
Altre case di città a Dresda sono attribuite a Starcke, inclusa una casa in Rampische Strasse 9, che è stata ricostruita dopo la seconda guerra mondiale.
La strada Georg-Starcke-Weg, che conduce lungo il lago Carola e la catena dei canali fino al Neuteich, è stata così chiamata in suo onore.